# Hypsiloichnus
Hypsiloichnus (лат.) — ихнород травоядных орнитоподовых динозавров из нижнего мела Северной Америки. Типовой и единственный ихновид Hypsiloichnus marylandicus назван и описан Stanford и коллегами в 2004 году. Имя ихнорода образовано от комбинации «Hypsilo-» (по названию группы маленьких орнитоподов Hypsilophodontidae) и «ichnus» (означает след). Имя ихновида ссылается на место обнаружения следов — штат Мэриленд.

## История исследования
Голотип CU 199.46, представляющий собой слепок пары кисть-стопа, обнаружен в формации Patuxent, датированной верхним аптом (около 115—112 млн лет назад), округ Принс-Джорджес, штат Мэриленд, США. Дополнительный материал: отпечатки пар кисти-стопы, округ Балтимор, штат Мэриленд; следы стопы, округ Принс-Джорджес, штат Мэриленд; слепок стопы, округ Стаффорд, штат Виргиния.
Два из четырёх образцов включают ассоциированные следы кисти и пятки. Присутствие следа кисти впереди следа стопы в обычном положении при ходьбе в двух различных коллекциях экземпляров из двух различных местонахождений указывает на то, что следы кисти и стопы в обоих случаях оставил один и тот же вид. Они не являются результатом случайной близости следов, оставленных двумя различными видами, проходившими в одном направлении в одно время. Аналогичным образом, тот факт, что нет отпечатков стопы с подобной морфологией длиннее 10 см, указывает на то, что эти следы оставил взрослый, относительно маленький вид динозавра.
В мелу кисть с пятью пальцами в сочетании со стопой с тремя основными пальцами и одним меньшим (первый палец), но достаточно длинным, чтобы касаться земли встречается только среди птицетазовых динозавров. Относительно удлинённый средний палец (третий палец) на задней лапе в комбинации со значительным различием размеров кисти и стопы не встречается у тиреофор (анкилозавриды или стегозавриды) или цератопсов. Таким образом, эти следы могли быть оставлены только орнитоподом. Иными словами, среди известных следов птицетазовых динозавров, орнитоподы демонстрируют наиболее сильную диспропорцию (разноногость) между большими задними конечностями и маленькими передними. Эти отпечатки слишком малы, чтобы принадлежать какому-либо известному взрослому члену Iguanodontidae или Hadrosauridae. Два известных рода, которые составляют семейство Dryosauridae (Dryosaurus, Valdosaurus) имеют размер похожий на размер животного, оставившего следы. Наиболее известным из этих двух форм является позднеюрский Dryosaurus altus, сохранивший редуцированную первую плюсневую кость. Стопа раннемелового Valdosaurus canaliculatos неизвестна, но весьма вероятно, что первая плюсневая кость была бы такой же рудиментарной. Таким образом, только члены Hypsilophodontidae, которые сохранили функциональный первый палец, могли оставить подобные следы.
По времени и месту, ближайшими к Мэриленду и Виргинии известными гипсилофодонтидами являются Tenontosaurus tilletti (сейчас входит в группу игуанодонтидов), Hypsilophodon foxii и Zephyrosaurus schaffi. Из них Tenontosaurus, очевидно, слишком велик, чтобы оставить эти следы, а соотношение размеров кисти и стопы у него заметно отличается от соотношения у обоих отпечатков. Игнорируя этот факт, можно было бы принять во внимание, что эти следы оставил юный Tenontosaurus; тем не менее, полное отсутствие каких-либо следов больших 10 см (среди сотен следов динозавров, обнаруженных здесь) делает это маловероятным. По размеру эти следы именно такие, которые мог бы оставить гипсилофодон или зефирозавр.
Hypsilophodon foxii происходит из валанжина — баррема вельдской формации Англии. Несмотря на то, что анатомически гипсилофодон подходит в качестве хозяина следов, он известен из слоёв, которые старше формации Patuxent, и был отделён от Мэриленда и Виргинии молодым Атлантическим океаном. Оба этих фактора делают маловероятным то, что гипсилофодон мог быть действительным хозяином следов. В противоположность, зефирозавр, обнаруженный в верхнем апте формации Cloverly в штате Монтана, имеет такой же или почти такой же возраст, что и следы из формации Patuxent. В то время Западное внутреннее море не существовало, поэтому не было очевидного барьера для распространения зефирозавра по всей Северной Америке. В качестве примера можно привести дромеозавра Deinonychus в формациях Cloverly и Cedar Mountain на западе США и формации Patuxent на востоке.
Кажется разумным думать, что зефирозавр оставил данные следы, но нет полной уверенности в этом. Поэтому для выделения ихнотаксона было решено использовать ихнородовое имя Hypsiloichnus для этих следов, ассоциируя их с семейством Hypsilophodontidae.

## Описание
Hypsiloichnus диагностируется по следующим признакам: кисть относительно небольшая, длиной всего лишь 10 % от длины стопы. Ширина отпечатка кисти больше длины, кисть пятипалая, кончики пальцев резко ограничивают дугообразную переднюю границу. Третий палец немного длиннее других; второй палец немного длиннее четвёртого; первый и пятый пальцы немного короче второго и четвёртого пальцев, а сами почти одинаковой длины; пятый палец сильно отступает от других. Значения углов между пальцами кисти: 30—31° (1—2 пальцы), 22—35° (2—3 пальцы), 22—21° (3—4 пальцы), 74—105° (4—5 пальцы). Ширина отпечатка стопы больше длины, стопа  четырёхпалая, кончики 2—4 пальцев гораздо более резко, чем пальцы кисти, ограничивают дугообразную переднюю границу. Ось стопы лежит вдоль третьего пальца, самого длинного из всех. Пальцы 2 и 4, почти одинакового размера, умеренно короче третьего пальца, расположены симметрично по обеим сторонам от него. Первый палец намного короче других и расположен далеко позади отпечатка второго пальца. Концы пальцев затуплены, с короткими когтями. Значения углов между пальцами стопы: 26—31° (1—2 пальцы), 27—28° (2—3 пальцы), 33—22° (3—4 пальцы). Максимальная известная длина кисти 1,5 см, максимальная известная длина стопы 15 см.